# Boshirō Hosogaya
Boshirō Hosogaya (細萱 戊子郎, Hosogaya Boshirō), né dans une famille de fermiers à Nozawa, dans la préfecture de Nagano le 24 juin 1888, et mort le 8 février 1964 est un amiral japonais de la Seconde Guerre mondiale. Il a eu des commandements importants en 1942-1943, dans le Pacifique nord en tant que commandant-en-chef de la 5e Flotte japonaise. Mais son échec à la bataille des îles du Commandeur a mis un terme à sa carrière.

## Carrière

### Avant la Guerre du Pacifique
Boshirō Hosogaya, admis en 1908 à l'Académie navale impériale du Japon dans la 36e promotion, diplômé 16e sur 191 élèves, embarque comme midship (Shōi Kōhosei) sur le croiseur cuirassé Soya (ex-russe Varyag) et sur le cuirassé pré-dreadnought Kachima. Comme enseigne de vaisseau (Shōi et Chūi) de 1910 à 1914, il suit les cours de l'École de torpillage et l'École de canonnage, puis embarque sur le destroyer de 3e classe  Asagiri et sur le cuirassé Suwo (ex-russe Pobeda), puis il suit les premiers cours de l'École de Guerre navale et suit les cours avancés de l'École de torpillage. Comme lieutenant de vaisseau (Daii) de 1914 à 1920, il occupe des fonctions d'état-major à la 1re Flotte, embarque sur le destroyer de 2e classe Kaba, retrouve des fonctions d'état-major, notamment au District naval de Sasebo, et achève sa scolarité à l'École de Guerre Navale (18e promotion). Comme capitaine de corvette (Shōsa) de 1920 à 1924,il exerce principalement des fonctions d'état-major, à la 4e Flotte, et à l'État-Major Général de la Marine, et notamment au Quartier Général pour la Loi martiale dans la zone de Kantō, en 1923. Comme capitaine de frégate (Chūsa) de 1924 à 1929, il est commandant-en-second du croiseur Yubari, rejoint le District naval de Yokosuka, voyage en Europe et aux États-Unis, en 1927-1928, puis est commandant-en-second du cuirassé Hyūga. Promu capitaine de vaisseau (Daisa) fin 1929, il est Chef de la 1re section du Bureau de l'Approvisionnement de l'arsenal de Kure, puis il est chargé de l'achèvement du croiseur lourd Chokai, dont il devient le commandant en 1932. Chef de la 1re section du Bureau de l'Approvisionnement du Ministère de la Marine, il est ensuite Chef du Bureau de l'Approvisionnement de l'arsenal de Sasebo. En 1934, il reçoit le commandement du cuirassé Mutsu. Promu contre-amiral le 15 novembre 1935, il reçoit le Commandement de la 5e Division de Destroyers. Il dirige à la fois l'École des Transmissions de la Marine et l'École de Torpillage, en 1936-1937. Il commande la 4e Division de Destroyers puis la 1re Escadre aérienne, de 1937 à 1939. Promu vice-amiral le 15 novembre 1939, il est nommé commandant-en-chef du District naval de Ryojun (plus connu sous le nom de Port-Arthur). Le 15 novembre 1940, le vice-amiral Hosogaya reçoit le commandement de la 1re Flotte expéditionnaire de Chine (en), et le 25 juillet 1941, il devient Commandant-en-Chef de la 5e Flotte japonaise reconstituée, dont le Q.G. est à Ōminato, et dont la zone d'action couvre le Pacifique nord (Hokkaidō et les îles Kouriles). La 5e Flotte se compose alors principalement de deux croiseurs légers et d'un transport d'hydravions.

### La campagne des Aléoutiennes
En même temps que se déroulait, au début de juin 1942, l'attaque contre l'île de Midway, une puissante force navale était lancée dans le Pacifique Nord, contre les îles Aléoutiennes. La 5e Flotte du vice-amiral Hosogaya avec trois croiseurs lourds Nachi, Maya et Takao, et la 2e escadre de porte-avions (Ryujo et Jun'yō ) du contre-amiral Kakuta. Ils constituaient le Groupe d'attaque des îles Aléoutiennes, pour débarquer sur les îles Kiska et Attu, qui devaient être occupées par une Force d'occupation des îles Aléoutiennes, comprenant trois croiseurs légers aux ordres du contre-amiral Ōmori. La 2e Division de Cuirassés, les Ise, Hyuga, Fusō et Yamashiro et deux croiseurs légers, constituaient le Groupe de soutien du Pacifique Nord, aux ordres du vice-amiral Takasu. Ce fut la seule attaque lancée par les Japonais contre un territoire des États-Unis, sur le continent américain. Cette opération n'était sans doute pas seulement une opération de diversion, comme on la présente parfois, mais elle correspondait à un souci stratégique d'assurer la sûreté du flanc nord du dispositif japonais dans l'Océan Pacifique. Sur un plan tactique, elle a représenté une dispersion du dispositif japonais qui avait besoin d'une concentration maximale dans le Pacifique central.

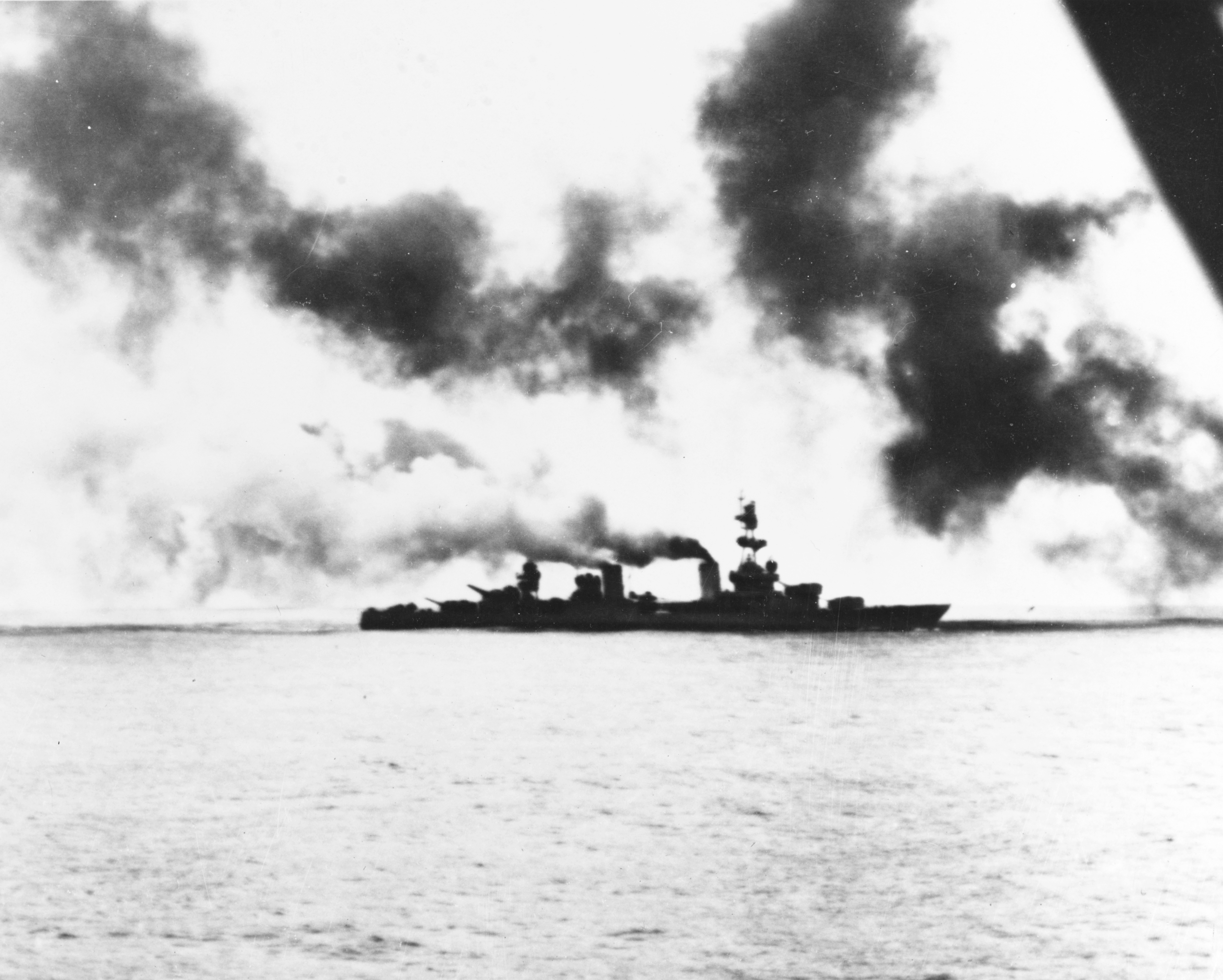
L', en difficulté, pendant la bataille des îles du Commandeur, le 26/27 mars 1943.

Le 3 juin 1942, donc la veille de l'affrontement décisif de Midway, les porte-avions du contre-amiral Kakuta ont bombardé Dutch Harbor sur l'île d'Unalaska, dans la partie orientale de îles Aléoutiennes, et ont réitéré le 4 juin. Ils ont ensuite été rappelés, l'amiral Yamamoto voulant encore croire à la poursuite de l'attaque de Midway. À l'extrémité occidentale de l'arc aléoutien, les forces du vice-amiral Hosogaya ont débarqué sur les îles de Kiska, le 6 juin, et d'Attu, le 7 et les ont occupées. Les Américains ont alors construit un aérodrome sur l'ile d'Adak, à partir duquel ils ont pu bombarder Kiska et Attu, et de son côté, la 5e Flotte Japonaise a organisé, dans des conditions climatiques polaires, des convois de soutien des garnisons dans ces deux îles.
Ainsi, le 26 mars 1943 (date du fuseau horaire d'Honolulu) ou le 27 (heure locale), une force composée des croiseurs lourds Nachi et Maya, de deux croiseurs légers, et quatre destroyers, aux ordres du vice-amiral Hosogaya, escortait deux navires de transport rapides destinés à l'île de Kiska. Dans les parages des îles du Commandeur, en mer de Béring, à l'est de la péninsule du Kamtchatka, elle a rencontré le Task Group 16.6 commandé par le contre-amiral McMorris, composée d'un croiseur lourd (l'USS Salt Lake City), d'un croiseur léger (l'USS Richmond), navire amiral, et de quatre destroyers. Le vice-amiral Hosogaya a cherché à protéger ses navires de transport. S'ensuivit un combat d'artillerie de quatre heures, où les croiseurs lourds des deux camps ont été endommagés. Le vice-amiral Hosogaya, ne réalisant pas les dégâts sévères que ses navires avaient infligé à l'USS Salt Lake City et craignant qu'un soutien aérien américain ne soit en route, choisit de se retirer ce qui a conduit à une défaite stratégique des Japonais qui abandonnèrent le réapprovisionnement de leurs garnisons aléoutiennes par bateaux et ne le firent ensuite après que par sous-marins.
Ce repli, face à une force inférieure, a coûté son poste au vice-amiral Hosogaya. À partir du 1er avril 1943, il a été écarté de tout commandement important.
Il décède en 1964.